# Vlad (film)
Vlad è un film del 2003 diretto da Michael D. Sellers.
È un film horror statunitense con Francesco Quinn, Billy Zane (che interpreta una guida turistica rumena) e Brad Dourif. È incentrato su un professore che con i suoi studenti fa visita all'antica dimora del conte Vlad Drakul in Romania.

## Trama
Il film si apre con la Romania nel quindicesimo secolo: il principe Vlad Draculea regna sui suoi territori terrorizzando i suoi sudditi e torturando, uccidendo e impalando chiunque entri nei suoi domini. Da qui si salta direttamente nel ventunesimo secolo, quando alcuni studenti si recano in viaggio in Romania insieme ad un professore di Bucarest, e decidono di addentrarsi proprio nei luoghi in cui in passato aveva regnato il temuto Vlad, passato poi alla storia e, soprattutto, al mito come "Conte Dracula". Ma i ragazzi sono anche in possesso di una runa magica, della quale ignorano l'oscuro potere: grazie all'amuleto, infatti, appartenuto a lui nei tempi del suo regno, Vlad l'Impalatore si risveglierà dal suo sonno secolare, più affamato che mai di sangue, di potere e di vendetta.

## Produzione
Il film, diretto e sceneggiato dall'ex ufficiale della CIA Michael D. Sellers, fu prodotto da Michael P. Flannigan, Robert Ramirez e Tony Shawkat per la Quantum Entertainment, la Basra Entertainment e la Media Pro Pictures e girato nei MediaPro Studios a Bucarest in Romania dal 19 agosto 2002.

## Distribuzione
Il film fu distribuito negli Stati Uniti dal 10 settembre 2004 (première a New York) al cinema dalla Romar Entertainment e per l'home video dalla Millennium Storm in Italia con il titolo Vlad.
Alcune delle uscite internazionali sono state:
- in Francia il 16 maggio 2003 (Cannes Film Festival)
- in Argentina il 12 febbraio 2004 (Vlad)
- in Spagna il 24 novembre 2004 (Vlad: La maldición de Drácula)
- in Emirati Arabi Uniti il 9 marzo 2005
- in Finlandia il 5 aprile 2006 (in DVD)
- in Islanda il 24 maggio 2006 (in DVD)
- in Francia nel giugno del 2006
- in Grecia (O komis Drakoulas)
- in Brasile (Vlad - O Cavaleiro das Trevas)
- in Italia (Vlad)

## Promozione
La tagline è: "Evil never dies.".

## Riconoscimenti
- 2004 - Fort Myers Beach Film Festival
  - Directors' Favorite